# Johann Bach
Johann Bach (getauft am 26. Novemberjul. / 6. Dezember 1604greg. in Wechmar; begraben am 13. Mai 1673 in Erfurt), nicht zu verwechseln mit dem ebenfalls Johann Bach (1621–1686) genannten Musiker und Pfarrer (Begründer der Lehnstedter Linie der Musikerfamilie Bach), ist der älteste als Komponist beglaubigte Vertreter der Musikerfamilie Bach. Er gilt als der Begründer der Erfurter Linie der Familie und war ein Großonkel von Johann Sebastian Bach.

## Leben
Er war der älteste Sohn von Johannes (Hans) Bach sowie der Bruder von Christoph und von Heinrich Bach. Sein Lebensweg wurde von den Unruhen des Dreißigjährigen Krieges überschattet. Er lernte zunächst bei seinem Vater und danach offenbar bei seinem späteren Schwiegervater, dem Suhler Stadtpfeifer Johannes Christoph Hoffmann, bei dem er fünf Jahre Lehrknabe und zwei Jahre Geselle war. Johann Bach hielt sich dann in verschiedenen Thüringer Städten auf, etwas länger in Arnstadt und auch in Schweinfurt, wo er ab 1633 das Organistenamt versah. Nach vorübergehenden Aufenthalten in seinem Heimatort Wechmar kam er nach Erfurt, wo er zunächst als Stadtpfeifer wirkte, seit 1634 an der St.-Johannes-Kirche die Orgel spielte, 1635 das Amt eines Direktors der Ratsmusik erhielt, 1636 sein Amt als Organist an der Predigerkirche antrat und gleichzeitig in die „Stadtmusicanten Companie“ aufgenommen wurde.
1636 heiratete er die älteste Tochter seines Suhler Lehrherrn, Barbara Hoffmann. Diese verstarb jedoch bereits im nächsten Jahr bei der Geburt ihres ersten Kindes. Im gleichen Jahr (1637) ging er eine zweite Ehe mit Hedwig Lämmerhirt ein, die einer Erfurter Familie entstammte. Die Nachkommen Johann Bachs wurden ausnahmslos Musiker. Sie waren als Stadtmusikanten tätig, drei von ihnen sogar als deren Direktoren, und weitere als Kantoren oder Organisten an der Prediger-, Kaufmanns-, Barfüßer-, Regler-, Michaelis- und Thomaskirche.
Für die Familie Bach war damit Erfurt über einen sehr langen Zeitraum „Hauptsammelpunkt“ geworden. Auch die Eltern von Johann Sebastian Bach waren Erfurter und wurden am 8. April 1668 in der Kaufmannskirche getraut. Hier in Erfurt beherrschten die Bachs über ein ganzes Jahrhundert das musikalische Leben derart, dass noch 1793 alle Stadtpfeifer „Bache“ genannt wurden, obwohl längst keiner dieses Namens mehr unter ihnen lebte. Allein in den Kirchenbüchern der Kaufmannskirche sind über 60 Kindtaufen, Hochzeiten und Begräbnisse der Erfurter Musikantenfamilie Bach registriert.
Nur wenige Kompositionen haben sich aus seiner Feder erhalten. Zusammengetragen hat diese Johann Sebastian Bach im erst kürzlich wiederentdeckten „Altbachischen Archiv“. Sein im heutigen Konzertbetrieb prominentestes Werk ist die Motette Unser Leben ist ein Schatten.